# Carl Retzman
Carl Ulric Retzman, även kallad Ristman, född 6 december 1786 i Lofta församling, Kalmar län, död 22 juni 1832 i Lofta församling, Kalmar län, var en fiolspeleman från norra Tjust i Småland. Ristman led av kräfta och för att dölja dess utväxter fick han bära en mask för ansiktet. Därtill var han blind och fick förlita sig till sin hustru för att kunna ta sig till de platser där han skulle uppträda. Ristman var den främsta läromästaren till Pelle Fors.
Bland samtida folkmusiker som spelar Ristmans låtar märks bl.a. Pelle Björnlert.